# Dalian
För andra betydelser, se Dalian (olika betydelser).
Dalian, även känd som Dairen, är en stad på subprovinsiell nivå i Liaoning-provinsen i nordöstra Kina. Den ligger omkring 250 kilometer sydväst om provinshuvudstaden Shenyang.
Befolkningen låg 2010 på 6,17 miljoner människor.

## Administrativ indelning
Dalian delas in i sju stadsdistrikt, ett härad och tre städer på häradsnivå:
| Karta          | Nr                   | Namn     | Kinesiska      | Pinyin    | Befolkning (uppsk. 2007) | Yta (km²) | Befolknings- täthet (/km²) |
| -------------- | -------------------- | -------- | -------------- | --------- | ------------------------ | --------- | -------------------------- |
|                |                      |          |                |           |                          |           |                            |
| Innerstaden    |                      |          |                |           |                          |           |                            |
| 1              | Xigang-distriktet    | 西岗区   | Xīgǎng qū      | 307 000   | 26                       | 11 808    |                            |
| 2              | Zhongshan-distriktet | 中山区   | Zhōngshān qū   | 354 000   | 43                       | 8 233     |                            |
| 3              | Shahekou-distriktet  | 沙河口区 | Shāhékǒu qū    | 643 000   | 49                       | 13 122    |                            |
| 4              | Ganjingzi-distriktet | 甘井子区 | Gānjǐngzi qū   | 704 000   | 491                      | 1 434     |                            |
| Förorter       |                      |          |                |           |                          |           |                            |
| 5              | Lüshunkou-distriktet | 旅顺口区 | Lǚshùnkǒu qū   | 209 000   | 506                      | 413       |                            |
| 6              | Jinzhou-distriktet   | 金州区   | Jīnzhōu qū     | 717 000   | 1 390                    | 516       |                            |
| Satellitstäder |                      |          |                |           |                          |           |                            |
| 7              | Wafangdian           | 瓦房店市 | Wǎfángdiàn shì | 1 025 000 | 3 791                    | 270       |                            |
| 8              | Pulandian            | 普兰店市 | Pǔlándiàn shì  | 827 000   | 2 923                    | 283       |                            |
| 9              | Zhuanghe             | 庄河市   | Zhuānghé shì   | 921 000   | 3 900                    | 236       |                            |
| Landsbygd      |                      |          |                |           |                          |           |                            |
| 10             | Changhai härad       | 长海县   | Chánghǎi xiàn  | 74 000    | 119                      | 622       |                            |

## Historia

### Den koloniala eran
Dalian uppstod som frihamnstad i det genom fördrag av 27 mars 1898 av Rysslands arrenderade Guandong-området på Liaodong-halvön i Manchuriet. Staden, som fick det ryska namnet Dalnij (ry., "fjärran, avlägsen"), anlades enligt kejserlig ukas av 11 aug. 1899 för att bilda utgångspunkt för den transsibiriska järnvägen, vars slutlinje Sydmanchuriska järnvägen öppnades 1 maj 1903.
Hamnen, som är rymlig, lätt tillgänglig och alltid isfri, skulle sortera under finansministern och göras till den fjärran österns förnämsta importhamn, med ångbåtslinjer till kinesiska, japanska och andra hamnar vid Stilla havet. Staden, för vars utveckling inga kostnader sparades och som även växte med stor hast, ritades med Paris som förebild och skulle bestå av en europeisk, en kinesisk och en förvaltningsstad och torde vid rysk-japanska krigets utbrott (februari 1904) ha räknat över 50 000 invånare. Detta krig gjorde dock en bråd ände på de stora planerna. Staden besattes 30 maj 1904 av japanerna, som innehade staden fram till landets nederlag i andra världskriget. Under japanskt styre antog staden namnet Dalian (på japanska Dairen), efter det gamla namnet på havsbukten där Dalian låg och en ljudlikhet med det ryska namnet.

### Efterkrigstiden
Efter 1945 tog Sovjetunionen över staden som återlämnades till Kina år 1955. Staden kallades då Lüda (en sammandragning av Lüshunkou och Dalian). 1950 återfick Dalian sin ställning som stad, men förlorade den åter 1953-1954. Namnet Dalian återinfördes den 5 mars 1981.
1984 blev Dalian som en följd av den nya ekonomiska politiken en ”ekonomisk och teknisk utvecklingszon” och öppnades därmed för utländska investeringar. Tidigt etablerade sig en rad japanska storföretag i Dalian, och idag har staden en japansk koloni på över 4 000 personer.
På grund av sitt milda klimat är Dalian en uppskattad semesterort i norra Kina. Hamnen är än idag en viktig marinbas.

## Klimat
Uppmätta normala temperaturer och -nederbörd i Dalian:
|                                            | Jan  | Feb  | Mar | Apr  | Maj  | Jun  | Jul  | Aug  | Sep  | Okt  | Nov | Dec  |
| ------------------------------------------ | ---- | ---- | --- | ---- | ---- | ---- | ---- | ---- | ---- | ---- | --- | ---- |
| Normaldygnets maximitemperaturs medelvärde | −0,4 | 1,4  | 7,2 | 14,6 | 20,2 | 24,2 | 26,6 | 27,3 | 23,9 | 17,5 | 9,7 | 3,1  |
| Normaldygnets minimitemperaturs medelvärde | −6,8 | −5,0 | 0,2 | 6,6  | 12,2 | 17,2 | 21,0 | 21,6 | 17,4 | 10,6 | 2,8 | −3,5 |
|                                            |      |      |     |      |      |      |      |      |      |      |     |      |
| Nederbörd                                  | 9    | 6    | 12  | 25   | 47   | 83   | 140  | 155  | 65   | 29   | 20  | 11   |

| Diagram | temperaturer i °C • månadsnederbörd i mm | temperaturer i °C • månadsnederbörd i mm | temperaturer i °C • månadsnederbörd i mm | temperaturer i °C • månadsnederbörd i mm | temperaturer i °C • månadsnederbörd i mm | temperaturer i °C • månadsnederbörd i mm | temperaturer i °C • månadsnederbörd i mm | temperaturer i °C • månadsnederbörd i mm | temperaturer i °C • månadsnederbörd i mm | temperaturer i °C • månadsnederbörd i mm | temperaturer i °C • månadsnederbörd i mm | temperaturer i °C • månadsnederbörd i mm |
|         | 9 -0 -7                                  | 6 1 -5                                   | 12 7 0                                   | 25 15 7                                  | 47 20 12                                 | 83 24 17                                 | 140 27 21                                | 155 27 22                                | 65 24 17                                 | 29 18 11                                 | 20 10 3                                  | 11 3 -4                                  |